# Costa Adeje
Costa Adeje es una entidad de población del municipio de Adeje, en la isla de Tenerife (Canarias, España). Representa uno de los tres principales destinos turísticos de Tenerife, junto a Playa de las Américas-Los Cristianos y Puerto de la Cruz.

## Características

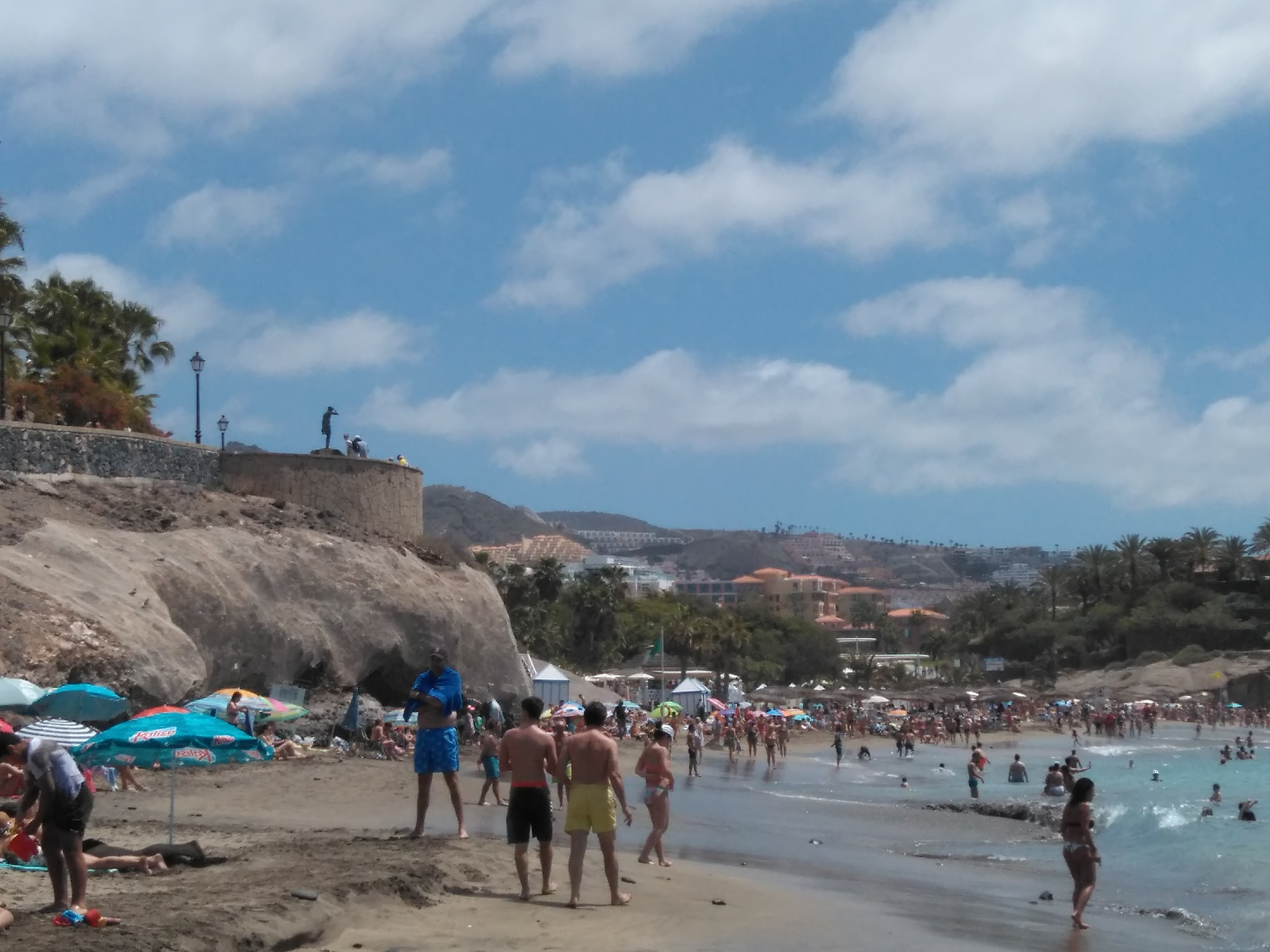
Playa del Duque

Situada a unos 7 kilómetros de la capital municipal, Costa Adeje ocupa gran parte de la franja litoral del municipio, alcanzando una altitud media de unos 150 m s. n. m.
Está formada por los núcleos poblacionales de: El Beril, La Caleta, Callao Salvaje, Costa Adeje, Playa Paraíso, Playas de Fañabé, Playas del Duque, El Puertito, San Eugenio, Sueño Azul y Torviscas. Costa Adeje tiene una extensión de cuatro kilómetros de playas y 26,11 km de costa. Dispone de unas 8 playas principales aptas para el baño. Por su parte, al norte del núcleo de La Caleta se sitúan otras pequeñas calas naturales.
Cuenta con una gran oferta en hoteles, apartamentos y apartahoteles, con centros comerciales, bares, restaurantes y comercios, entidades bancarias, parques públicos, un camping de caravanas, parques infantiles, instalaciones deportivas, farmacias, centro social, plazas públicas, centros de spa, oficina de Correos, una sede de Protección Civil, una comisaría de la Policía Nacional, un centro de congresos, puerto deportivo y club náutico, y un hospital, así como con las iglesias parroquiales de San Sebastián y de San Eugenio, y las ermitas de San Sebastián y de Ntra. Sra. del Carmen en La Caleta, y de la Virgen del Carmen en El Puertito. También se encuentra aquí la iglesia Callao Salvaje Community Church.
Costa Adeje cuenta con el espacio natural protegido del sitio de interés científico de La Caleta, así como con una pequeña superficie de la Reserva natural especial del Barranco del Infierno.

## Demografía
| Núcleo                                                                        | Habitantes | Habitantes | Habitantes | Habitantes | Habitantes | Habitantes | Habitantes | Habitantes | Habitantes | Habitantes | Habitantes | Habitantes | Habitantes | Habitantes | Habitantes |
| Núcleo                                                                        | 2000       | 2001       | 2002       | 2003       | 2004       | 2005       | 2006       | 2007       | 2008       | 2009       | 2010       | 2011       | 2012       | 2013       | 2014       |
| La Caleta                                                                     | N.E.       | N.E.       | N.E.       | N.E.       | N.E.       | N.E.       | N.E.       | 417        | 445        | 465        | 488        | 514        | 520        | 552        | 475        |
| Callao Salvaje                                                                | N.E.       | N.E.       | N.E.       | N.E.       | N.E.       | N.E.       | N.E.       | 1950       | 2223       | 2431       | 2468       | 2546       | 2617       | 2811       | 2458       |
| Costa Adeje                                                                   | 714        | 1540       | 1793       | 1866       | 1898       | 2292       | 2496       | 2338       | 2509       | 2621       | 2526       | 2611       | 2709       | 2955       | 2582       |
| Costa Adeje-El Beril                                                          | N.E.       | N.E.       | N.E.       | N.E.       | N.E.       | N.E.       | N.E.       | 118        | 107        | 108        | 106        | 101        | 110        | 115        | 57         |
| Costa Adeje-Playas de Fañabé                                                  | 140        | 223        | 255        | 227        | 169        | 175        | 164        | 265        | 300        | 350        | 385        | 423        | 454        | 525        | 557        |
| Costa Adeje-Playas del Duque                                                  | N.E.       | N.E.       | N.E.       | N.E.       | N.E.       | N.E.       | N.E.       | 828        | 885        | 975        | 1046       | 1057       | 1110       | 1206       | 1108       |
| Costa Adeje-San Eugenio                                                       | 660        | 1150       | 1268       | 1317       | 1347       | 1458       | 1556       | 2271       | 2477       | 2637       | 2724       | 2909       | 3089       | 3370       | 3071       |
| Costa Adeje-Torviscas                                                         | 66         | 199        | 280        | 348        | 433        | 522        | 711        | 4020       | 4709       | 5237       | 5354       | 5646       | 6102       | 6647       | 6346       |
| Miraverde                                                                     | 183        | 561        | 733        | 754        | 783        | 853        | 989        | N.E.       | N.E.       | N.E.       | N.E.       | N.E.       | N.E.       | N.E.       | N.E.       |
| Playa Paraíso                                                                 | N.E.       | N.E.       | N.E.       | N.E.       | N.E.       | N.E.       | N.E.       | 1769       | 2139       | 2321       | 2434       | 2507       | 2592       | 2807       | 2611       |
| Playas de Fañabé Alto                                                         | 1          | 18         | 31         | 45         | 59         | 100        | 125        | N.E.       | N.E.       | N.E.       | N.E.       | N.E.       | N.E.       | N.E.       | N.E.       |
| El Puertito                                                                   | N.E.       | N.E.       | N.E.       | N.E.       | N.E.       | N.E.       | N.E.       | 67         | 53         | 52         | 52         | 53         | 53         | 56         | 49         |
| San Eugenio Bajo                                                              | 793        | 943        | 961        | 925        | 834        | 773        | 717        | 7          | N.E.       | N.E.       | N.E.       | N.E.       | N.E.       | N.E.       | N.E.       |
| Sueño Azul                                                                    | N.E.       | N.E.       | N.E.       | N.E.       | N.E.       | N.E.       | N.E.       | 739        | 790        | 817        | 811        | 813        | 843        | 862        | 595        |
| Torviscas Alto                                                                | 0          | 0          | 0          | 0          | 19         | 57         | 87         | N.E.       | N.E.       | N.E.       | N.E.       | N.E.       | N.E.       | N.E.       | N.E.       |
| Torviscas Centro                                                              | 409        | 1057       | 1387       | 1667       | 1950       | 2321       | 2743       | N.E.       | N.E.       | N.E.       | N.E.       | N.E.       | N.E.       | N.E.       | N.E.       |
| Diseminado                                                                    | N.E.       | N.E.       | N.E.       | N.E.       | N.E.       | N.E.       | N.E.       | 84         | 125        | 146        | 168        | 174        | 178        | 202        | 217        |
| TOTAL                                                                         | 2966       | 5691       | 6708       | 7149       | 7492       | 8551       | 9588       | 14.873     | 16.762     | 18.160     | 18.562     | 19.354     | 20.377     | 22.108     | 20.126     |
| Los caracteres N.E. indican que esa Unidad Poblacional no existía en ese año. |            |            |            |            |            |            |            |            |            |            |            |            |            |            |            |

## Comunicaciones

### Transporte público

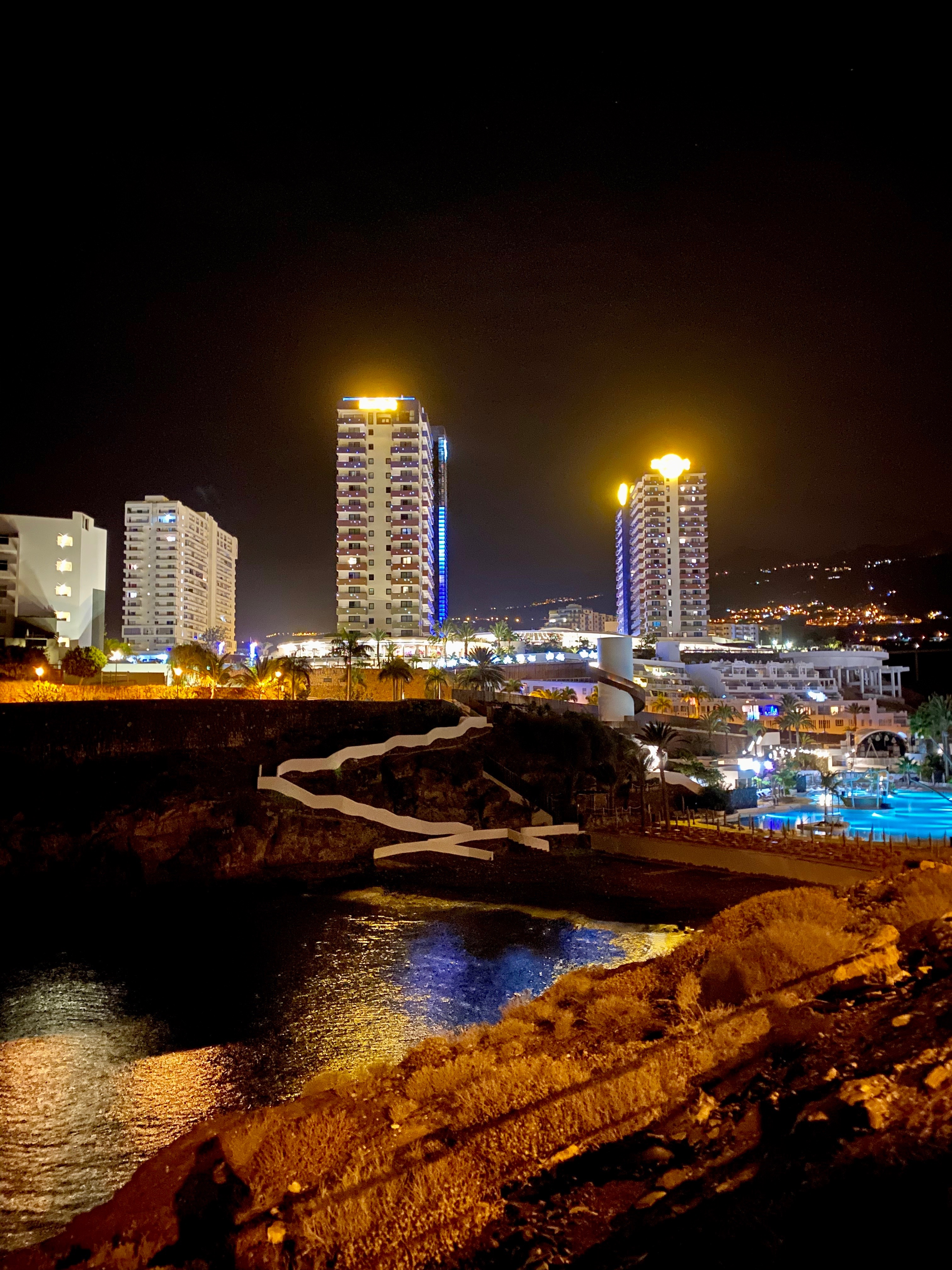
Torres del HRH Tenerife 5* durante la noche.

Cuenta con numerosas paradas de taxis, así como con una estación de autobuses —guaguas—, quedando conectado mediante las siguientes líneas de TITSA:
| Línea | Trayecto                                                                 | Recorrido     |
| ----- | ------------------------------------------------------------------------ | ------------- |
| 110   | Santa Cruz - Los Cristianos - Costa Adeje (exprés)                       | Horario/Línea |
| 111   | Santa Cruz - Aeropuerto Sur - Los Cristianos - Costa Adeje               | Horario/Línea |
| 342   | Costa Adeje - Cañadas del Teide - El Portillo                            | Horario/Línea |
| 416   | Granadilla - Adeje (Los Olivos)                                          | Horario/Línea |
| 417   | Los Cristianos - Guía de Isora (por Costa Adeje)                         | Horario/Línea |
| 418   | La Caleta - Estación Costa Adeje - Los Cristianos - Valle de San Lorenzo | Horario/Línea |
| 450   | Costa Adeje - San Isidro (por Aeropuerto Sur)                            | Horario/Línea |
| 460   | Icod de los Vinos - Costa Adeje (por Guía de Isora)                      | Horario/Línea |
| 467   | Costa Adeje - Las Galletas (por Los Cristianos)                          | Horario/Línea |
| 471   | Los Cristianos - Playa Paraíso                                           | Horario/Línea |
| 473   | Los Cristianos - Acantilados de Los Gigantes (por Adeje)                 | Horario/Línea |
| 477   | Los Cristianos - A. Los Gigantes (directo)                               | Horario/Línea |
| 483   | Costa Adeje - El Médano (por Los Cristianos)                             | Horario/Línea |

## Lugares de interés

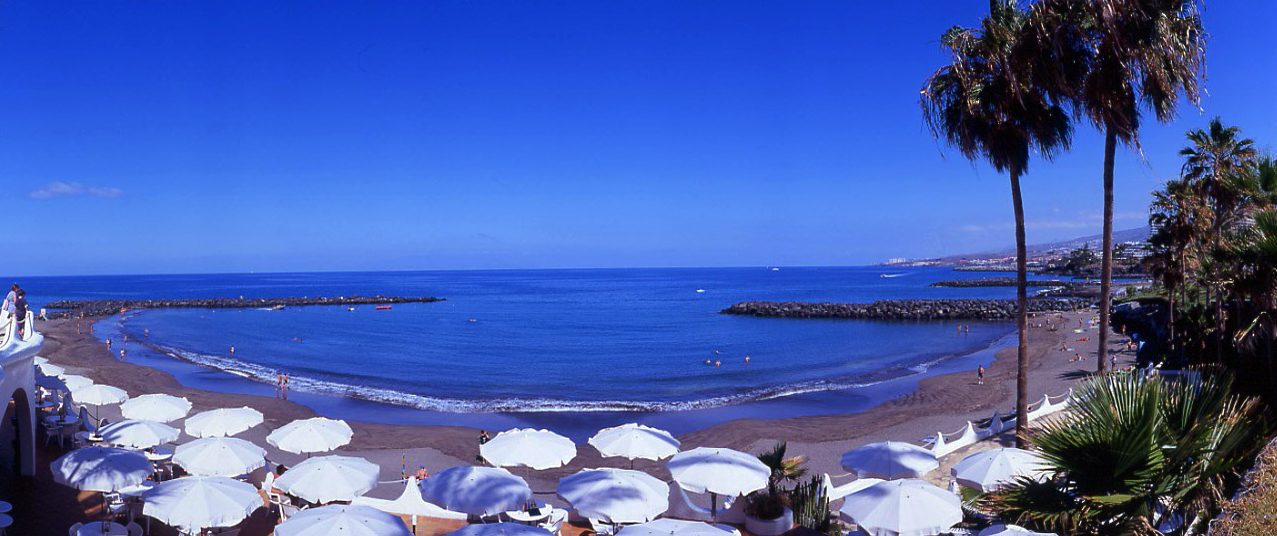
Playa de Troya.

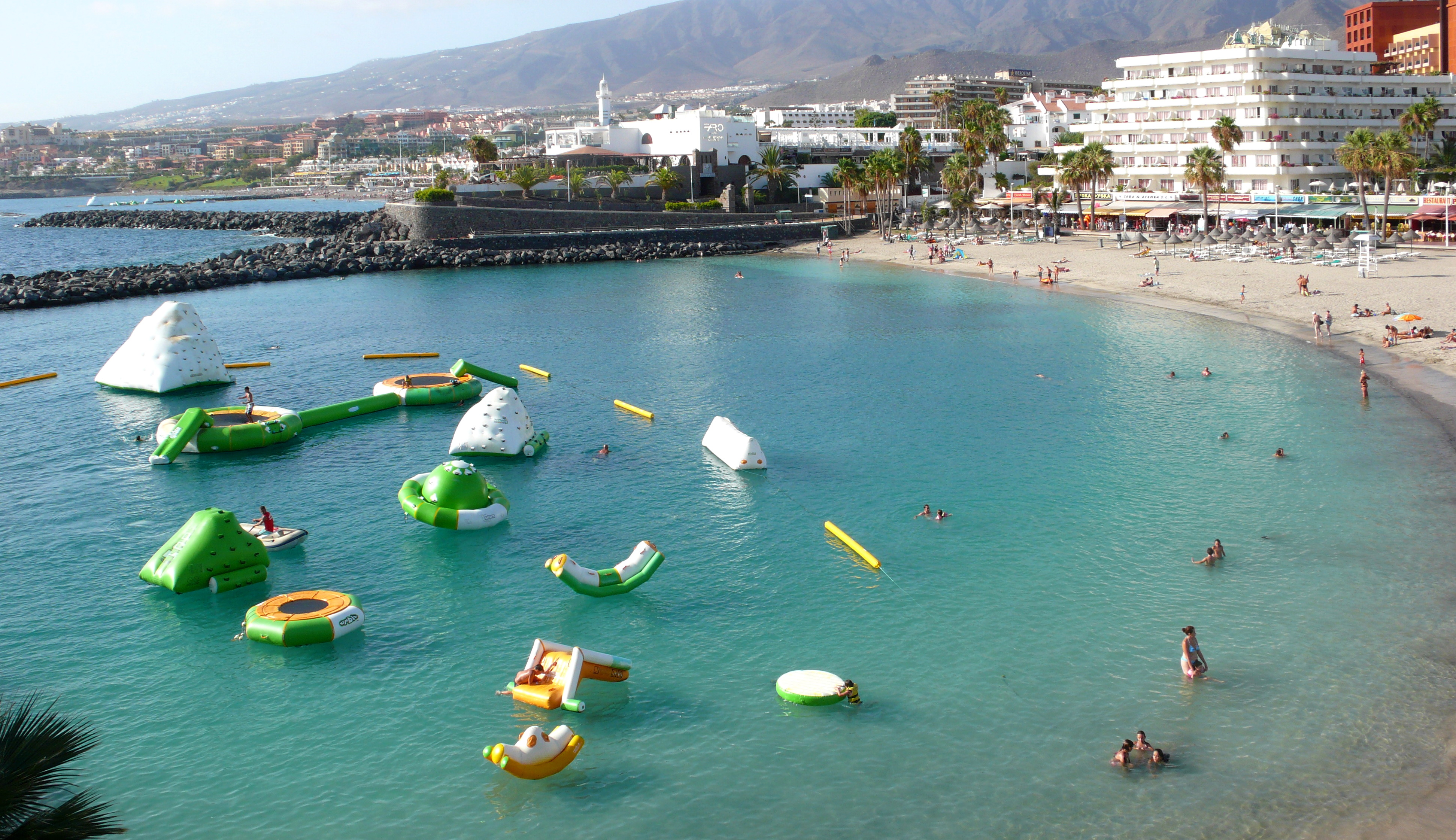
Torviscas.

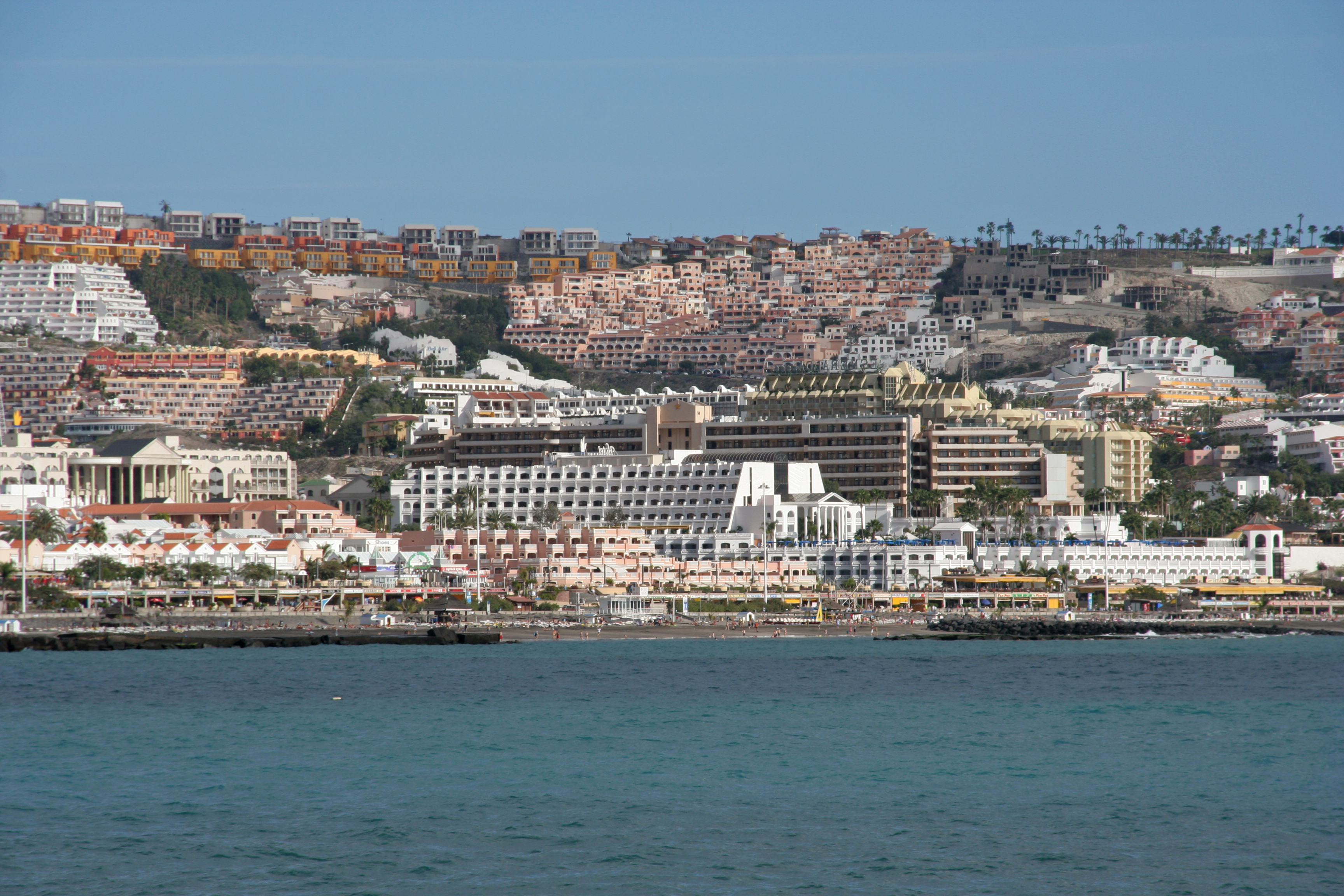
Playas de Fañabé.

- Centro de Congresos de Adeje MAGMA
- C.C. Siam Mall
- Cine Gran Sur
- Club Náutico Puerto Colón
- Ermita de San Sebastián, siglo xvi
- Hospital Costa Adeje (Clínica Quirón Costa Adeje)
- Hotel Bahía del Duque Gran Lujo
- Hotel Jardines de Nivaria
- Hotel Meliá Jardines del Teide
- Hotel El Mirador Iberostar
- Hotel La Plantación del Sur Gran Lujo
- Hotel Sheraton La Caleta
- Costa Adeje Gran Hotel
- Gran Hotel Anthelia
- Lago Paraíso
- Los Lagos Golf
- Mercado baratillo Los Verdes
- Mirador de Casa del Duque
- Mirador del Morro de la Enramada
- Parque acuático Aqualand Costa Adeje
- Playa de La Enramada
- Playa de El Duque
- Playa de Fañabé
- Playa de Torviscas
- Playa de La Pinta o de Puerto Colón
- Playa de El Bobo
- Playa de Las Cuevitas
- Playa de Troya
- Siam Park
- Tenerife Top Training
- Hard Rock Hotel Tenerife

## Galería

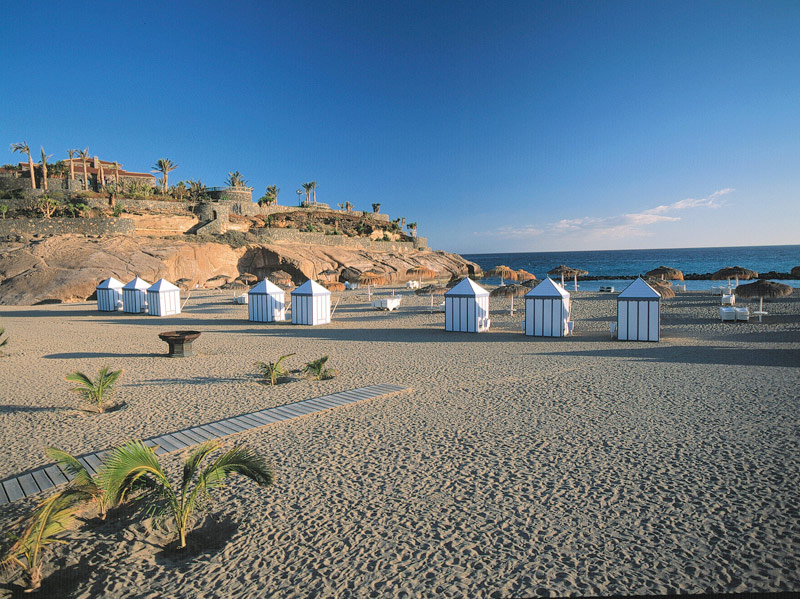
Playa del Duque.
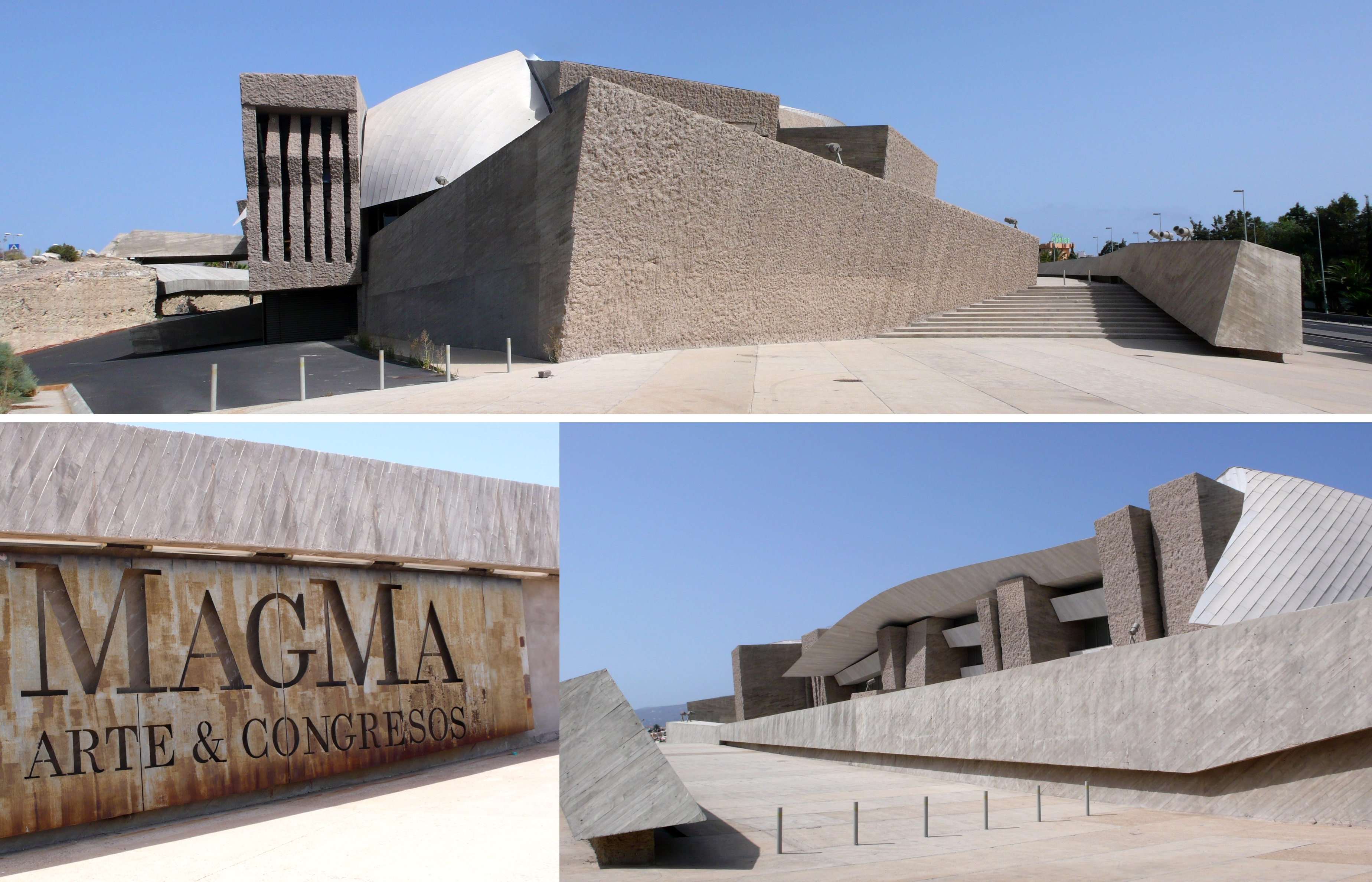
MAGMA, centro de congresos de Adeje.
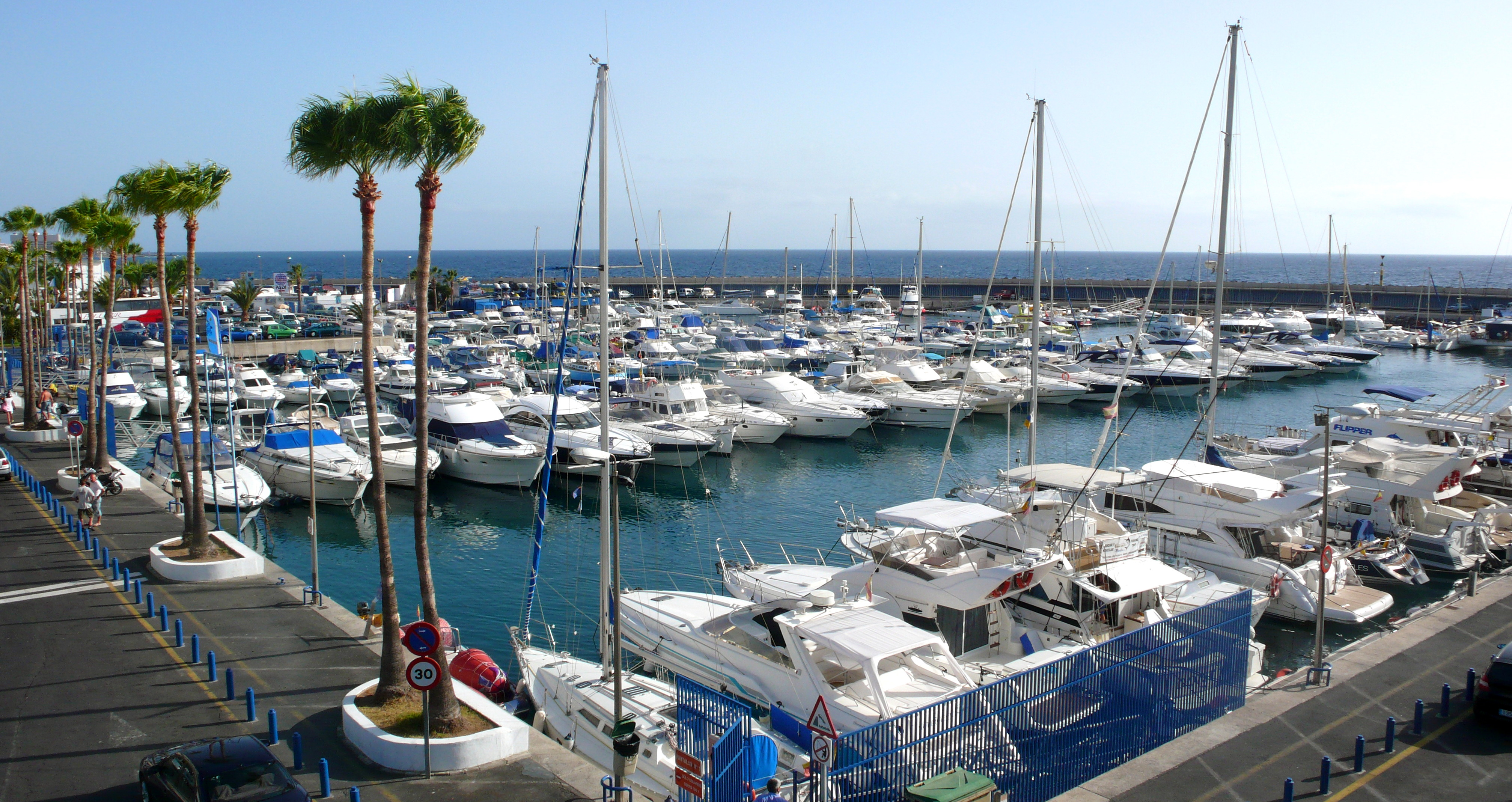
Puerto Colón.
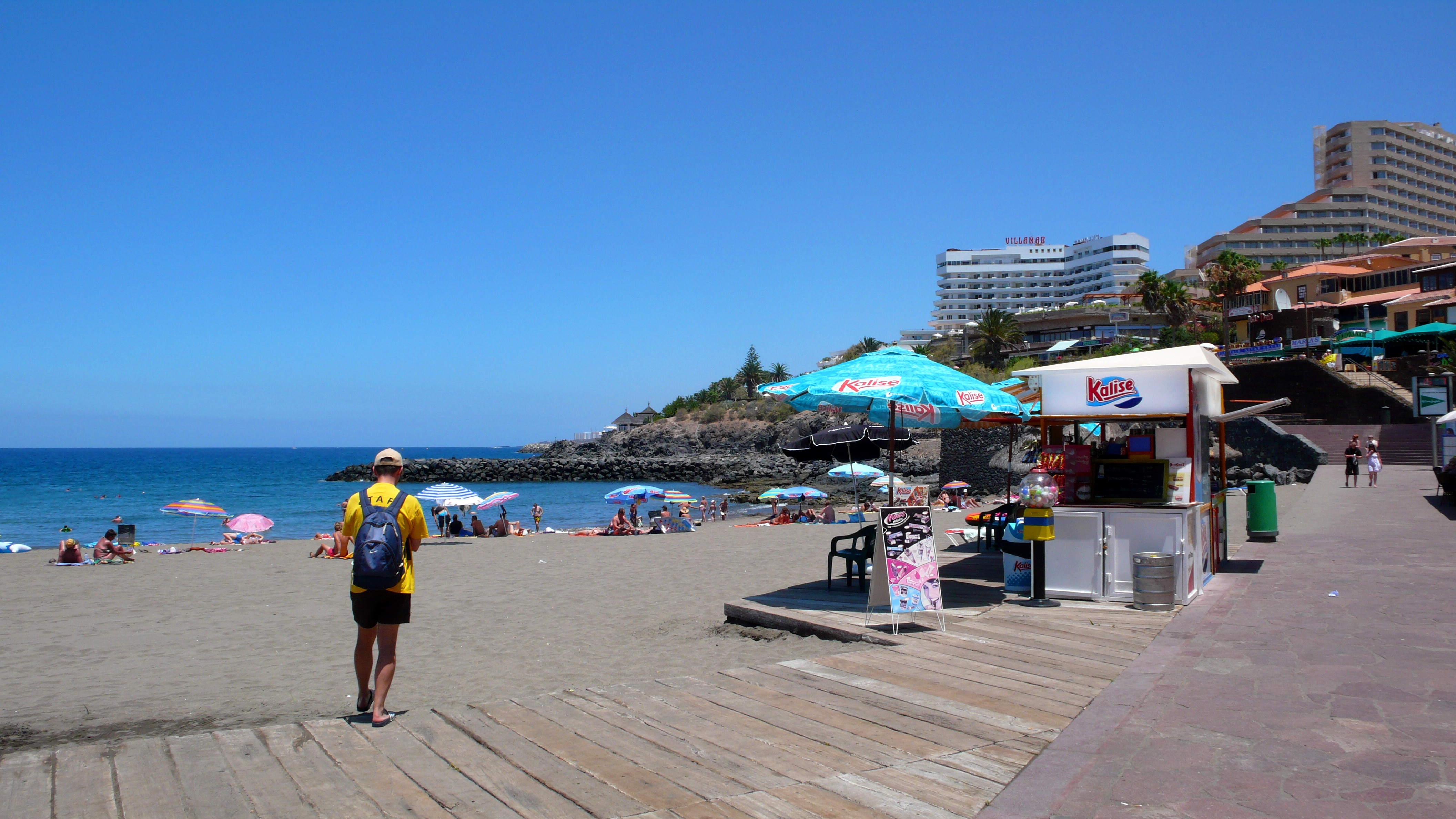
Playa de El Bobo.
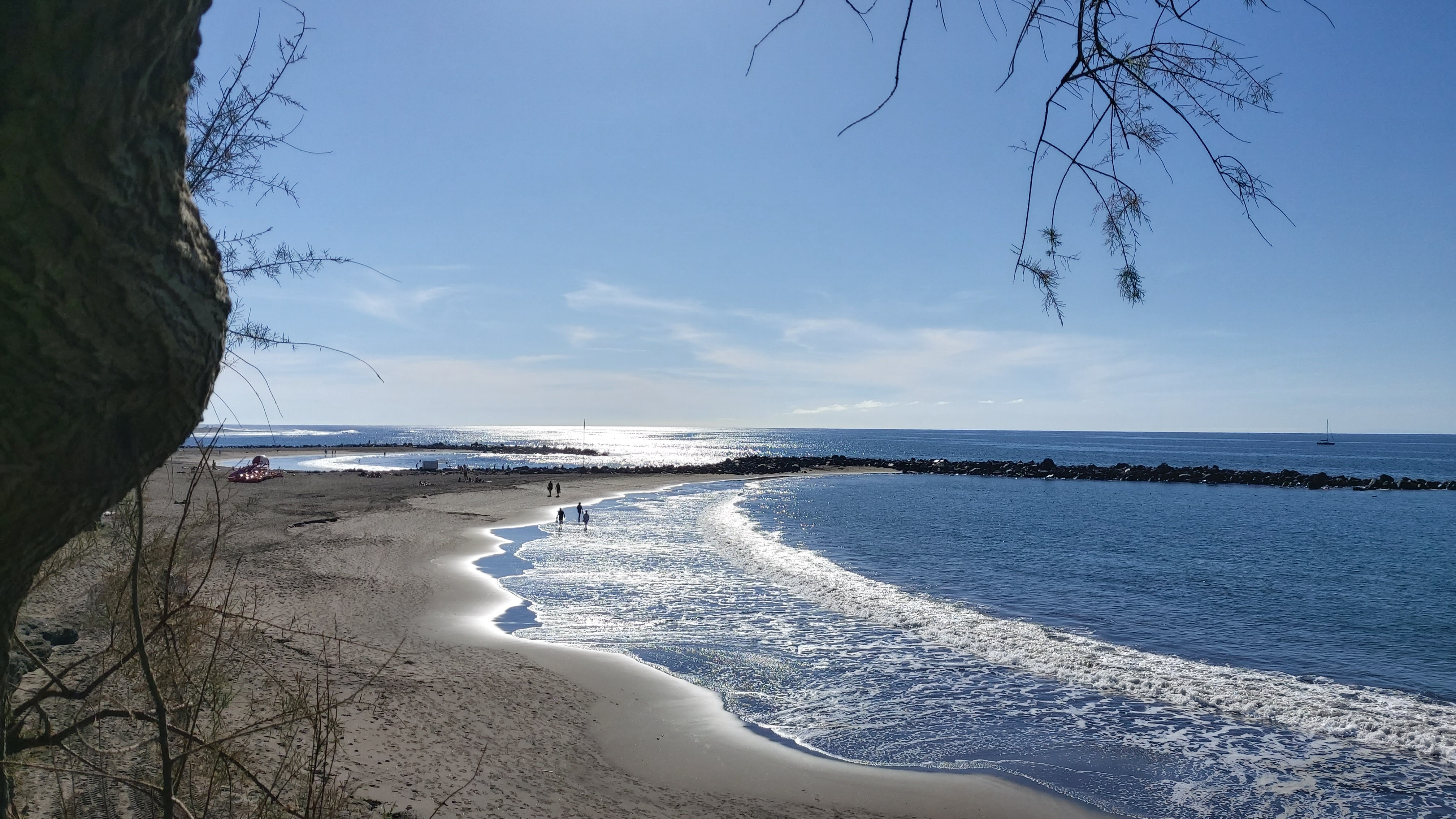
Playa Troya, Costa Adeje

## Enlaces de interés
- Wikimedia Commons alberga una categoría multimedia sobre Costa Adeje.
- Guide for holidaymakers in Costa Adeje
- Wikiviajes alberga guías de viajes de o sobre Costa Adeje.

- Datos: Q2998365
- Multimedia: Costa Adeje / Q2998365
- Guía turística: Costa Adeje